# Antigo (thị trấn), Wisconsin
Antigo là một thị trấn thuộc quận Langlade, tiểu bang Wisconsin, Hoa Kỳ. Năm 2010, dân số của thị trấn này là 1.377 người.